# Raymond Hawkins
Sir Raymond Shayle Hawkins KCB (21 de dezembro de 1909 - 18 de outubro de 1987) foi um oficial da Marinha Real que se tornou o Quarto Senhor do Mar.

## Carreira naval
Nascido em 21 de dezembro de 1909 e educado na Bedford School, Raymond Hawkins ingressou na Marinha Real em 1927, servindo a bordo do HMS Iron Duke em 1932 e a bordo do HMS Resolution em 1933. Ele serviu em submarinos entre 1935 e 1943, e foi promovido a tenente comandante em 1940. Ele serviu a bordo do HMS Orion em 1943, como adido naval assistente em Paris em 1954 e como oficial comandante do HMS St Vincent em 1957. Ele foi nomeado diretor de engenharia naval em 1961 e Quarto Senhor do Mar e Vice-Controlador da Marinha em 1963. Promovido a vice-almirante, o seu cargo passou a ser Chefe de Abastecimento e Transporte Naval e Vice-Controlador da Marinha em 1964. Ele aposentou-se em 1967.